# باولينيو مكلارين
باولينيو مكلارين (بالبرتغالية: Paulinho McLaren‏) (28 سبتمبر 1963 في البرازيل – )؛ هو لاعب كرة قدم سابق كان يلعب كمهاجم.

## وصلات خارجية
- باولينيو مكلارين على موقع رابطة كرة القدم اليابانية للمحترفين (اليابانية)
- باولينيو مكلارين على موقع الدوري الأمريكي (الإنجليزية)
- باولينيو مكلارين على موقع قاعدة بيانات كرة القدم.إي يو (الإنجليزية)
- باولينيو مكلارين على موقع Soccerway.com (الإنجليزية)
- باولينيو مكلارين على موقع عالم كرة القدم.نت (الإنجليزية)